# AMBRA Computer Corporation
AMBRA Computer Corporation — ныне не существующая дочерняя компания IBM.
В 1992 году в Европе и в 1993 году в США компания предлагала линейку персональных компьютеров для домашних пользователей, продававшихся в основном по почтовой подписке. AMBRA занималась производством в полном объёме всего около года, и прекратила деятельность в 1994 году в пользу IBM Aptiva, кроме Канады, где она не прекращала деятельность до 1996 года.

## Модели компьютеров AMBRA

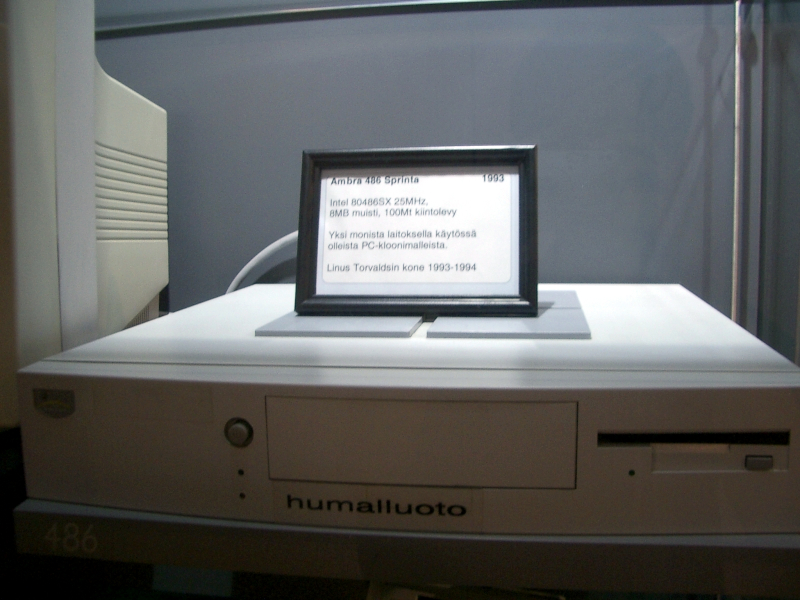
Ambra 486 Sprinta, которым пользовался Линус Торвальдс в 1993—1994 годах

- 386
- 486
- Achiever 2000
- Achiever 3000
- Achiever 4000
- Achiever 5000
- Achiever 7000
- Achiever 9000
- Achiever D
- Achiever DP
- Achiever S
- Achiever T
- Achiever Anthem
- Achiever Hurdla/Sprinta
- Notebook
- Ispirati (Канада)

## Позиционирование
Компьютеры AMBRA в целом позиционировались в нижнем сегменте рынка и использовали свою связь с IBM в рекламных материалах, чтобы показать более высокое качество, чем у множества клонов, так как настоящие компьютеры производства IBM были известны своей дороговизной. На самом же деле компьютеры имели довольно слабые конфигурации, низкокачественные экраны, минимальное количество периферии в комплекте и использовали слабейшие модели процессоров, минимальный объём ОЗУ и размер жёсткого диска в каждом ценовом сегменте.
Телевизионная реклама бренда в Великобритании использовала слоган: «Take your mind for a run».

## Эстетика

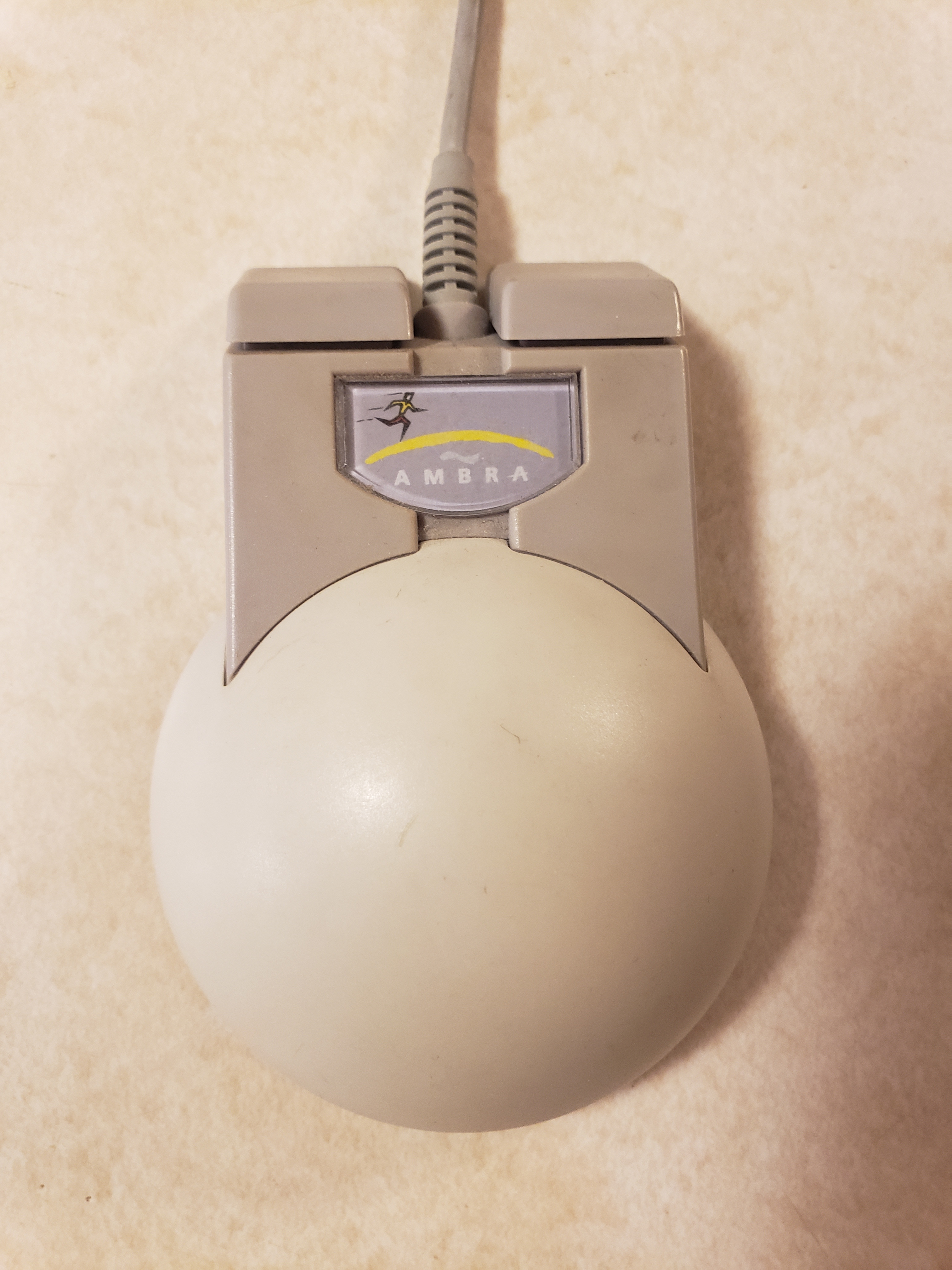
Компьютерная мышь Ambra, необычная своим расположением кнопок спереди, а не сверху

Компьютеры были полностью окрашены в белый цвет, что было необычно по тем временам, когда большинство компьютеров были бежевыми. В целом корпуса были компактными и имели мало места для плат расширений.
Одним из примечательных аспектов была компьютерная мышка, которая отличалась почти от всех других расположением кнопок. Традиционно мышки имеют кнопки сверху: пользователь нажимает их надавливанием вниз. Мышка AMBRA имела кнопки спереди, со стороны ввода провода: пользователь нажимает их тянущим движением пальца к себе, так как будто перещёлкивает тумблер вверх. Критика заставила AMBRA изменить дизайн на более традиционный: в обзоре одного из британских журналов про мышку написали, что «она похожа на устройство пыток».